# Kuyuwini River
Kuyuwini River är ett vattendrag i Guyana.   Det ligger i regionen Upper Takatu-Upper Esseqiubo, i den södra delen av landet, 500 km söder om huvudstaden Georgetown.